# Lathyrus neurolobus
Lathyrus neurolobus är en ärtväxtart som beskrevs av Pierre Edmond Boissier och Theodor Heinrich von Heldreich. Lathyrus neurolobus ingår i släktet vialer, och familjen ärtväxter. Inga underarter finns listade i Catalogue of Life.